# Annatto

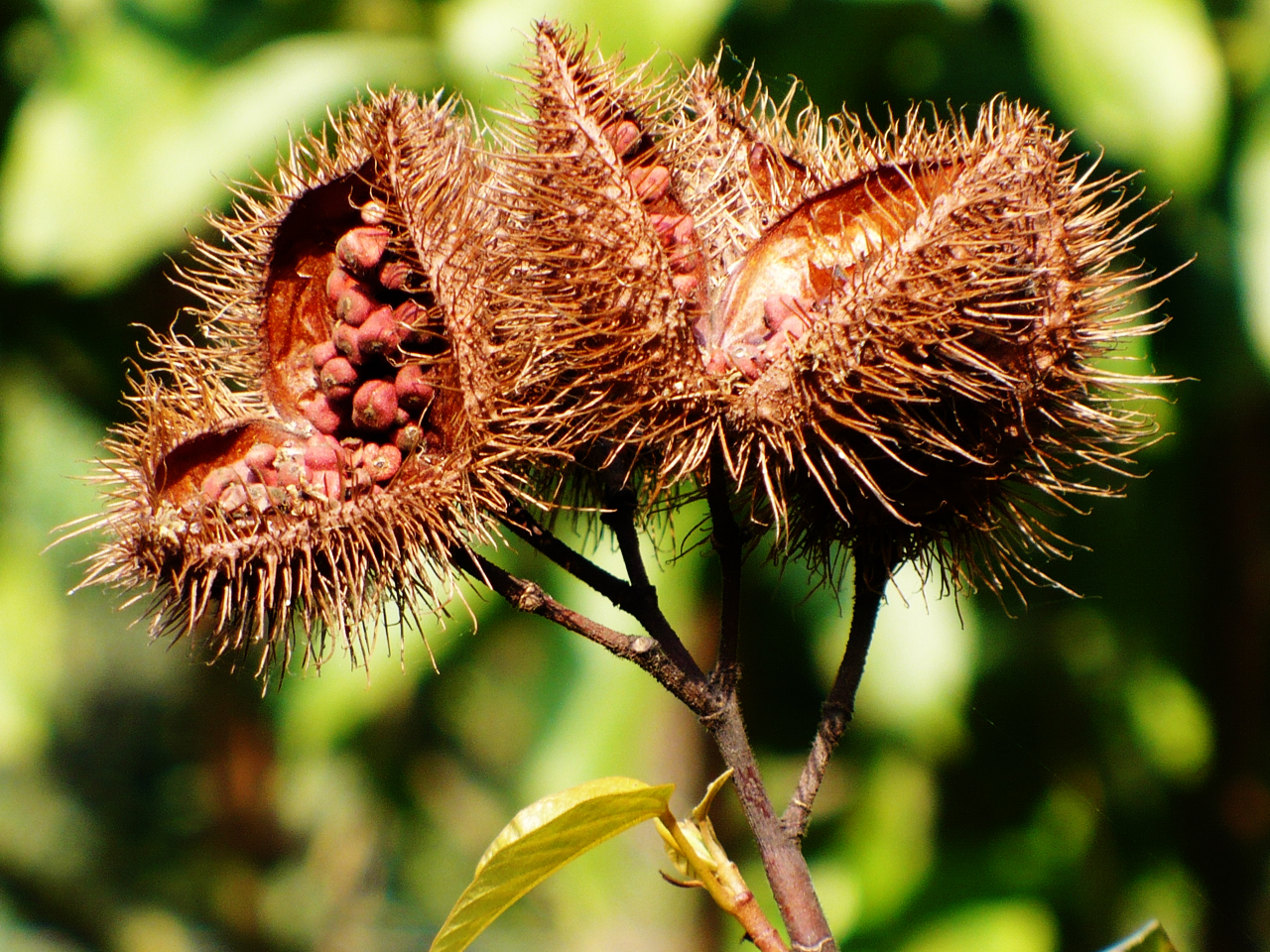
Samen des Annattostrauchs

Annatto ist die Bezeichnung für die als Gewürz, zur Gewinnung von Vitaminen und als Lebensmittelfarbe (E 160b) verwendeten, kleinen, dreieckigen, rötlich-gelben und erdig-bitter schmeckenden Samen des Orleanstrauchs (botanischer Name: Bixa orellana), der im tropischen Amerika vorkommt. Andere Namen sind Achote, Bixin, Orlean, Ruku, Anatto; die französische Bezeichnung ist roucou oder rocou, die spanische (auch in Mexiko übliche) achiote oder achote – jedoch in Venezuela onoto –, die brasilianische (je nach Region) colorau, urucum oder colorífico.

## Traditionelle Verwendung
Annatto wurde bei den Mayas als Würz- und Färbemittel als Textil- und Körperfarbe verwendet, außerdem bei religiösen Riten, bei denen sie mit dem Regen assoziiert wurden. Die Samen wurden ebenfalls als Währung genutzt.
Bei indigenen Völkern wird der Samen für medizinische Zwecke eingesetzt, beispielsweise als Aphrodisiakum, Sonnencreme und Insektenschutzmittel oder als verdauungsfördernde Arznei. Die harten Samen werden entweder mit heißem Wasser behandelt, um die Inhaltsstoffe zu lösen, oder mehrmals gemahlen.
In Brasilien wird Annatto zum Färben und Würzen von Fleisch- und Fischgerichten verwendet. 

## Lebensmittelfarbstoff

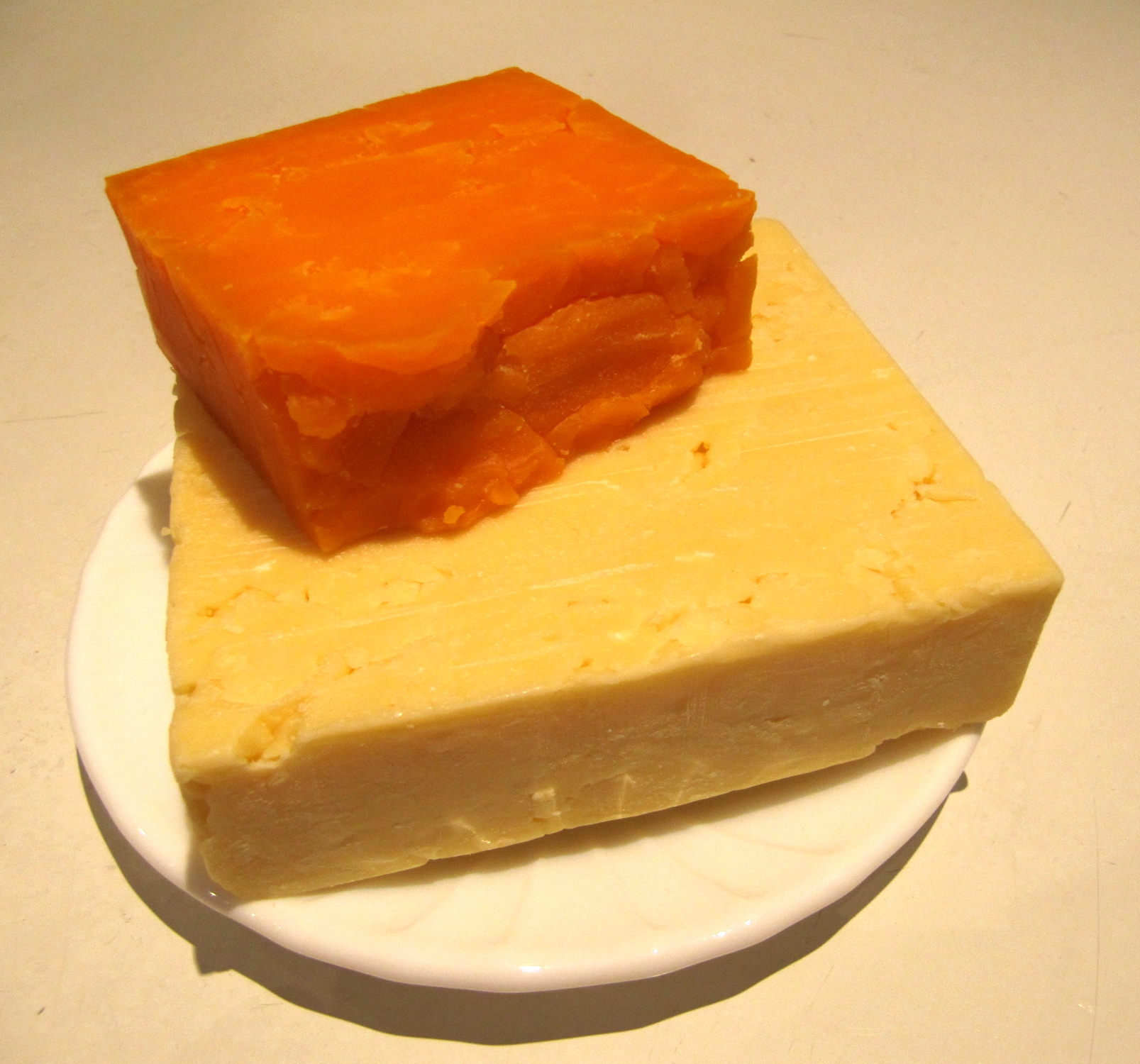
Cheddarblock in natürlicher, blassgelber Farbe und darüber mit Annatto eingefärbtes Stück (beide 12 Monate gereift)

In Europa ist Annatto weniger bekannt, wird aber zur Färbung von gekochten Eiern und Käse eingesetzt, etwa bei den britischen Käsesorten Shropshire Blue, Cheddar und Red Leicester. Das Gourmet-Handbuch führt zur Einfärbung dieser und anderer Käsesorten aus:

„[…] Kommt der Cheddar aus Schottland, ist er meist kräftig gelb, weil mit Annatto gefärbt. Diese Praxis war schon vor 200 Jahren üblich, denn damals färbte Safran, um das satte Gelb eines Vollmilch-Cheddar zu imitieren. Denn nur wer es sich leisten konnte, ließ damals den Rahm auf der Milch und im Käse, wer nicht, mußte daraus Butter herstellen, und der Käse fiel blasser aus. […]“

Die französischen Sorten Reblochon, Livarot, Mimolette, Mamirolle oder Fol Epi, der dänische Blue Note und vereinzelt der deutsche und niederländische Gouda werden ebenfalls mit Annatto gefärbt.

## Chemische Komponenten

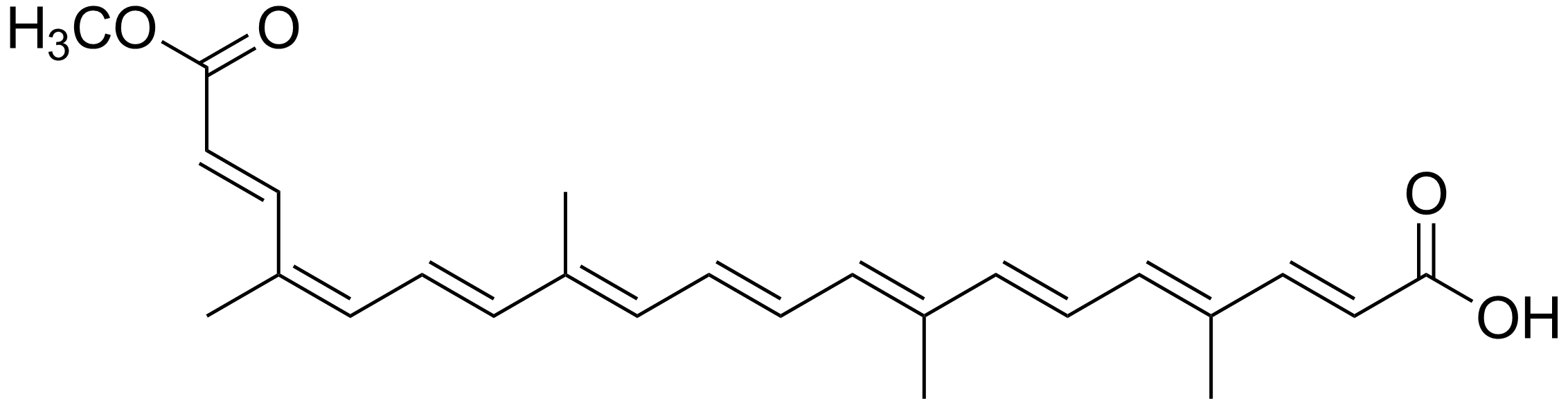
Strukturformel von cis-Bixin

Annatto enthält Xanthophylle und sauerstoffhaltige Carotinoide. Es handelt sich um eine Mischung der Farbstoffe Bixin und Norbixin, wobei letzteres das Verseifungsprodukt von Bixin ist. Je nach Extraktionsverfahren aus der Pflanze überwiegt einer der beiden Stoffe. Wird zur Extraktion Natronlauge eingesetzt, entsteht auch das Natriumsalz des Norbixins.
Annatto gilt als gesundheitlich unbedenklich. Die erlaubte Tagesdosis beträgt 5 mg/kg Körpergewicht. In seltenen Fällen sind allergische Reaktionen der Haut möglich.
Annatto-Samen enthalten Vitamin E in einer ungewöhnlichen Isomer-Zusammensetzung, die zu 90 % aus delta-Tocotrienol besteht. Unter anderem wegen seiner anti-angiogenetischen Eigenschaften spielt delta-Tocotrienol derzeit in der Krebsforschung eine Rolle.